# Emsbüren
Emsbüren település Németországban, azon belül Alsó-Szászország tartományban. Lakosainak száma 10 735 fő (2023. december 31.). Emsbüren Lingen, Lünne, Spelle és Salzbergen községekkel határos.

## Népesség
A település népességének változása:
| Lakosok száma | 9939 | 10 093 | 10 150 | 10 148 | 10 338 | 10 626 | 10 735 |
|               | 2015 | 2016   | 2017   | 2019   | 2021   | 2022   | 2023   |